# Saison 2014 de l'équipe cycliste Katusha

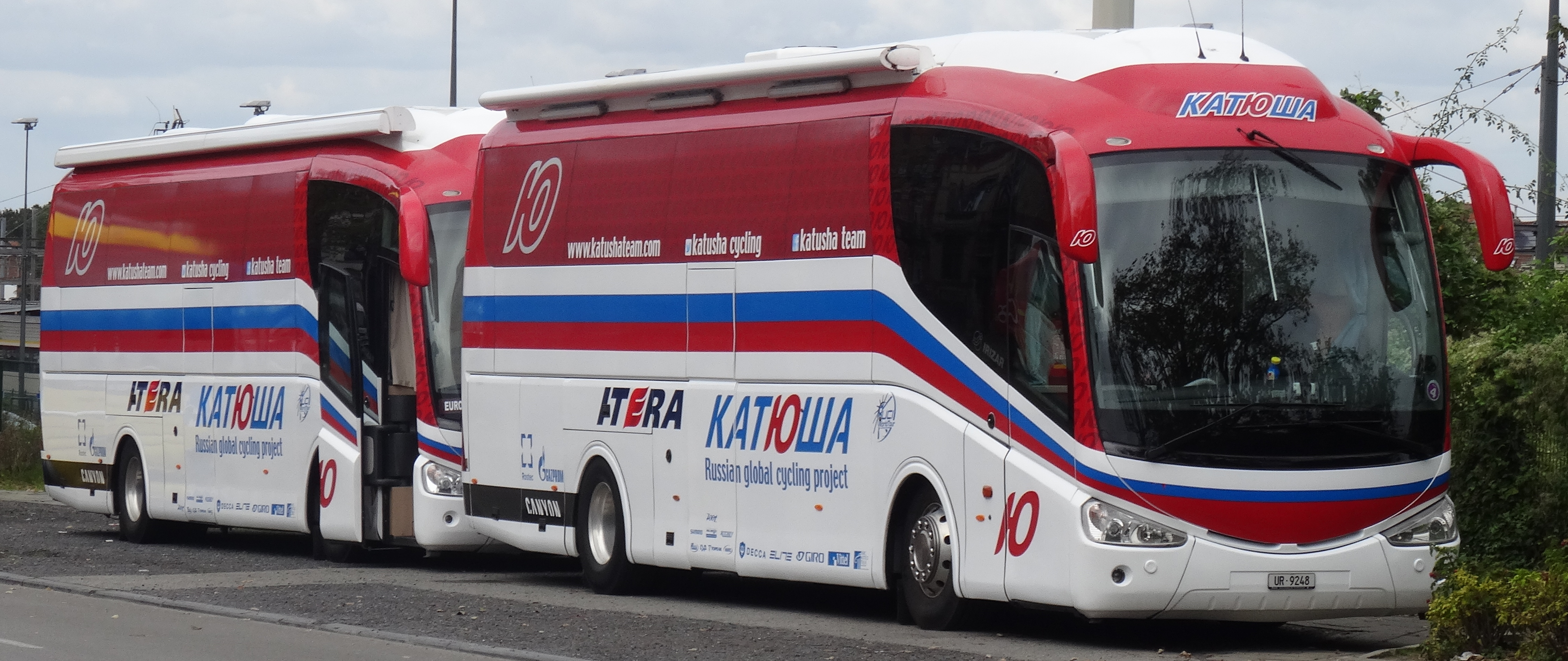
Deux bus lors de la 4e étape de l'Eurométropole Tour 2014 à Tournai.

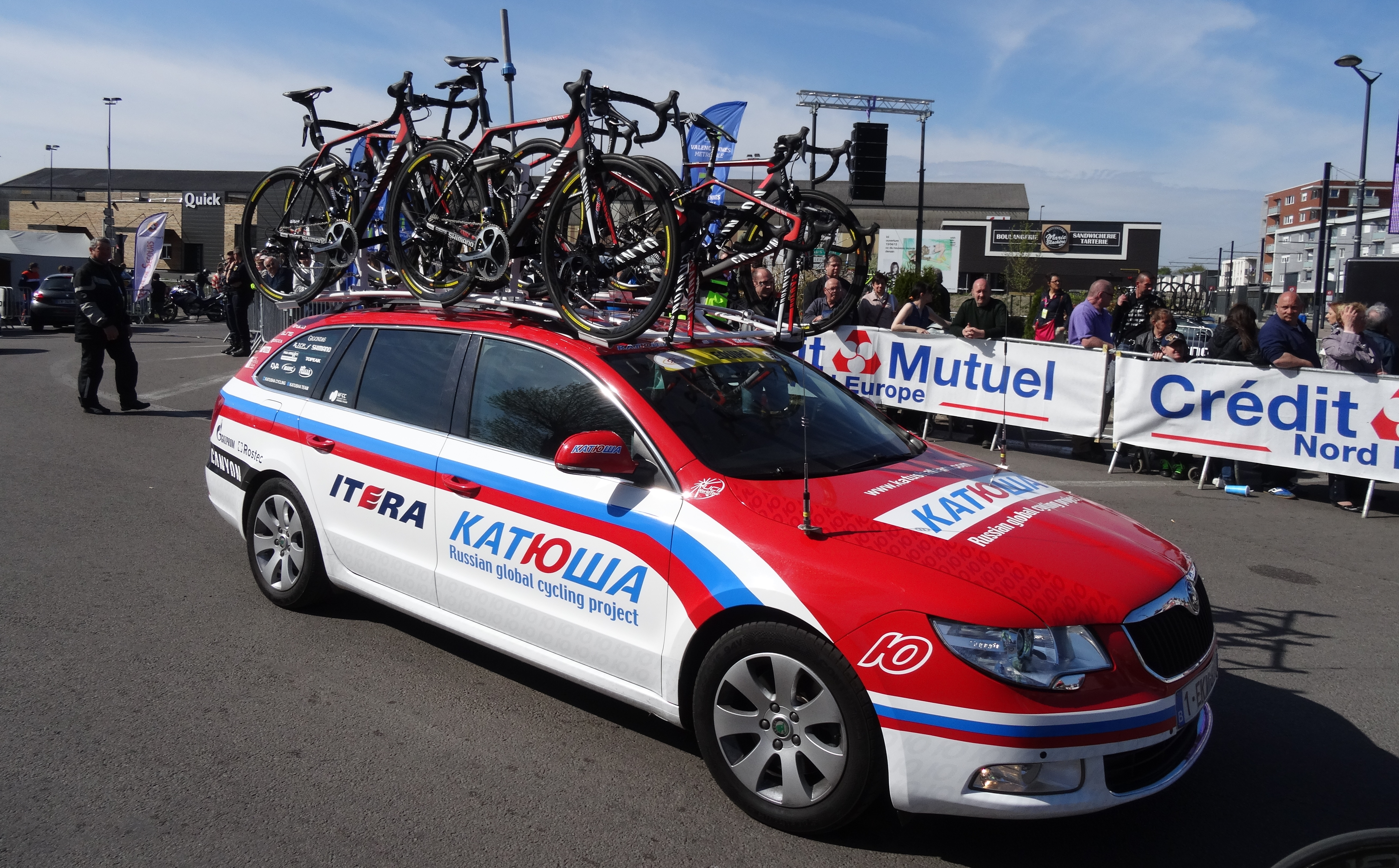
Une voiture de l'équipe lors du Grand Prix de Denain 2014.

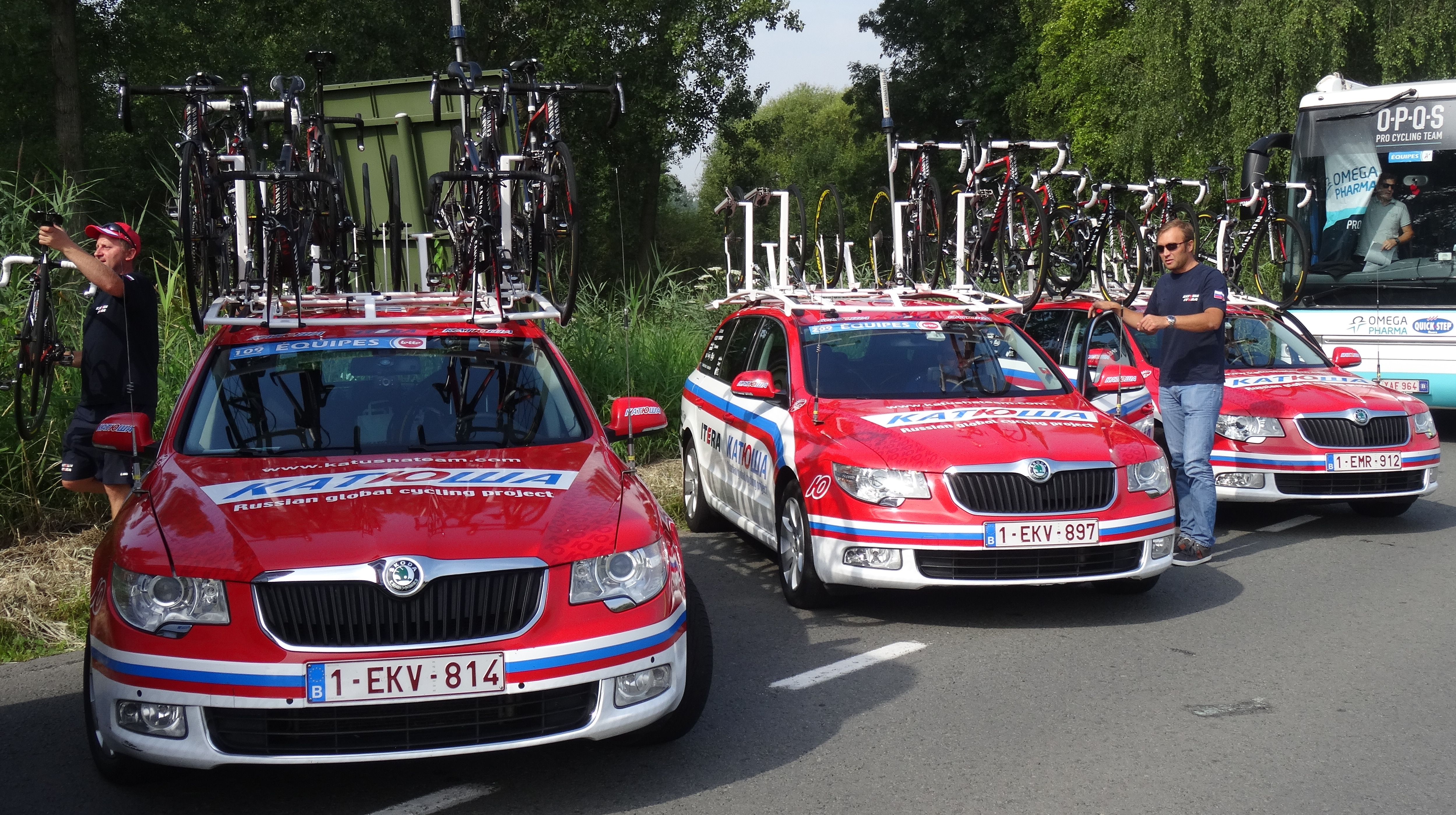
Trois voitures lors de la 2e étape du Tour de Wallonie 2014 à Péronnes-lez-Antoing.

La saison 2014 de l'équipe cycliste Katusha est la sixième de cette équipe.

## Préparation de la saison 2014

### Sponsors et financement de l'équipe
Les quatre principaux sponsors de l'équipe Katusha sont les entreprises russes Gazprom, Rostec, Itera (en) et Canyon. Les dirigeants des trois premières, Alexeï Miller, Sergueï Tchemezov et Igor Makarov, sont fondateurs du Russian Global Cycling Project (RGCP) qui comprend la création de plusieurs équipes cyclistes, dont Katusha. Igor Makarov, également président de la Fédération cycliste de Russie (en), en est le président. Canyon est le fournisseur de cycles de l'équipe depuis 2012. Le budget de l'équipe pour l'année 2014 est de 15 millions d'euros.

### Arrivées et départs
Trois coureurs intègrent l'effectif de Katusha, tandis que trois autres la quittent. Les trois recrues sont Russes. Pavel Kochetkov et Alexander Rybakov sont issus de l'équipe RusVelo, autre équipe du Russian Global Cycling Project. Egor Silin vient d'Astana et a couru pour Katusha en 2010 et 2011.
Le principal départ est celui de Denis Menchov, qui a annoncé sa retraite au printemps 2013. Xavier Florencio arrête également sa carrière de coureur, et devient directeur sportif de l'équipe. Enfin Timofey Kritskiy rejoint RusVelo.
| Arrivées          | Équipe 2013 |
| ----------------- | ----------- |
| Pavel Kochetkov   | RusVelo     |
| Alexander Rybakov | RusVelo     |
| Egor Silin        | Astana      |

| Départs          | Équipe 2014         |
| ---------------- | ------------------- |
| Xavier Florencio | encadrement Katusha |
| Timofey Kritskiy | RusVelo             |
| Denis Menchov    | retraite            |

## Coureurs et encadrement technique

### Effectif

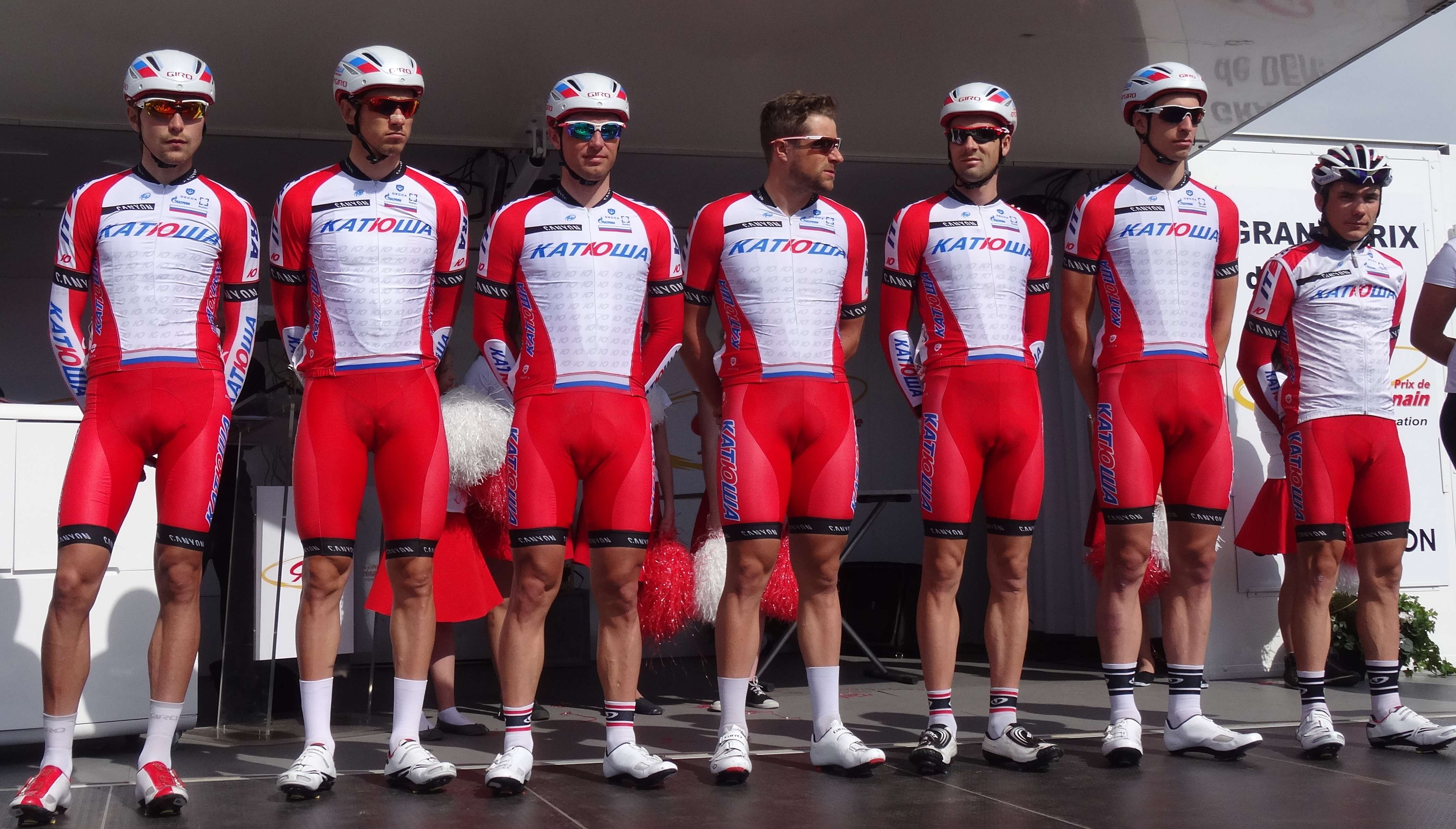
Petr Ignatenko, Alexander Rybakov, Mikhail Ignatiev, Marco Haller, Alexander Porsev, Rüdiger Selig et Alexey Tsatevitch lors du Grand Prix de Denain 2014.

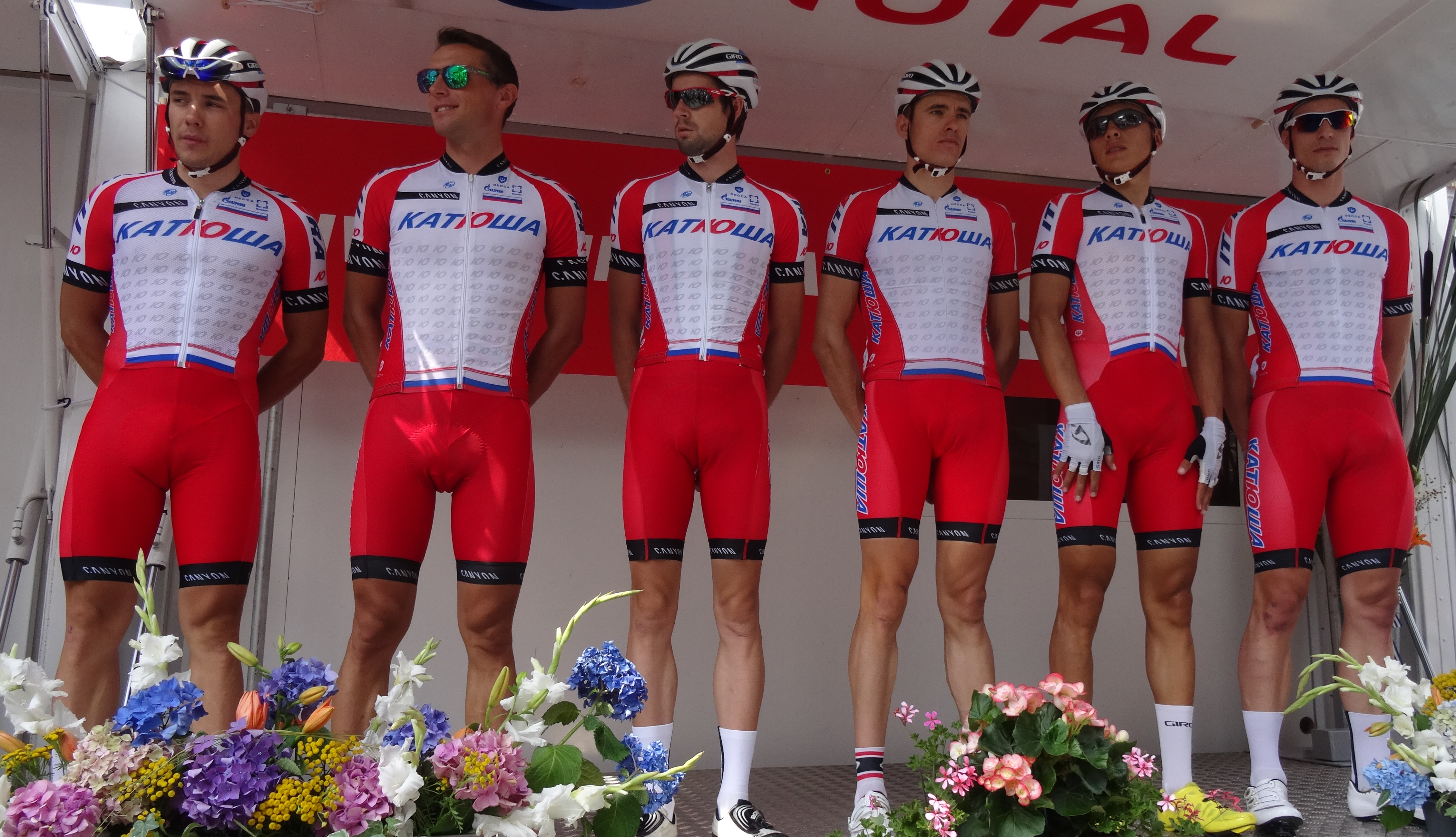
L'équipe lors du Tour de Wallonie 2014.

| Cycliste               | Date de naissance | Nationalité | Équipe 2013      |
| ---------------------- | ----------------- | ----------- | ---------------- |
| Maxim Belkov           | 9 janvier 1985    | Russie      | Katusha          |
| Pavel Brutt            | 29 janvier 1982   | Russie      | Katusha          |
| Giampaolo Caruso       | 15 août 1980      | Italie      | Katusha          |
| Sergey Chernetskiy     | 9 avril 1990      | Russie      | Katusha          |
| Vladimir Gusev         | 4 juillet 1982    | Russie      | Katusha          |
| Marco Haller           | 1er avril 1991    | Autriche    | Katusha          |
| Petr Ignatenko         | 27 septembre 1987 | Russie      | Katusha          |
| Mikhail Ignatiev       | 7 mai 1985        | Russie      | Katusha          |
| Vladimir Isaychev      | 21 avril 1986     | Russie      | Katusha          |
| Pavel Kochetkov        | 7 mars 1986       | Russie      | RusVelo          |
| Alexandr Kolobnev      | 4 mai 1981        | Russie      | Katusha          |
| Viatcheslav Kouznetsov | 24 juin 1989      | Russie      | Katusha          |
| Dmitry Kozontchuk      | 5 mai 1984        | Russie      | Katusha          |
| Alexander Kristoff     | 5 juillet 1987    | Norvège     | Katusha          |
| Aliaksandr Kuschynski  | 27 octobre 1979   | Biélorussie | Katusha          |
| Alberto Losada         | 28 février 1982   | Espagne     | Katusha          |
| Daniel Moreno          | 5 septembre 1981  | Espagne     | Katusha          |
| Luca Paolini           | 17 janvier 1977   | Italie      | Katusha          |
| Alexander Porsev       | 21 février 1986   | Russie      | Katusha          |
| Joaquim Rodríguez      | 12 mai 1979       | Espagne     | Katusha          |
| Alexander Rybakov      | 17 mai 1988       | Russie      | RusVelo          |
| Rüdiger Selig          | 19 février 1989   | Allemagne   | Katusha          |
| Egor Silin             | 25 juin 1988      | Russie      | Astana           |
| Gatis Smukulis         | 15 avril 1987     | Lettonie    | Katusha          |
| Simon Špilak           | 23 juin 1986      | Slovénie    | Katusha          |
| Yury Trofimov          | 26 janvier 1984   | Russie      | Katusha          |
| Alexey Tsatevitch      | 5 juillet 1989    | Russie      | Katusha          |
| Ángel Vicioso          | 13 avril 1977     | Espagne     | Katusha          |
| Eduard Vorganov        | 7 décembre 1982   | Russie      | Katusha          |
| Anton Vorobyev         | 12 octobre 1990   | Russie      | Katusha          |
| Stagiaire              | Date de naissance | Nationalité | Équipe 2014      |
| Sven Erik Bystrøm      | 21 janvier 1992   | Norvège     | Øster Hus-Ridley |

Portraits
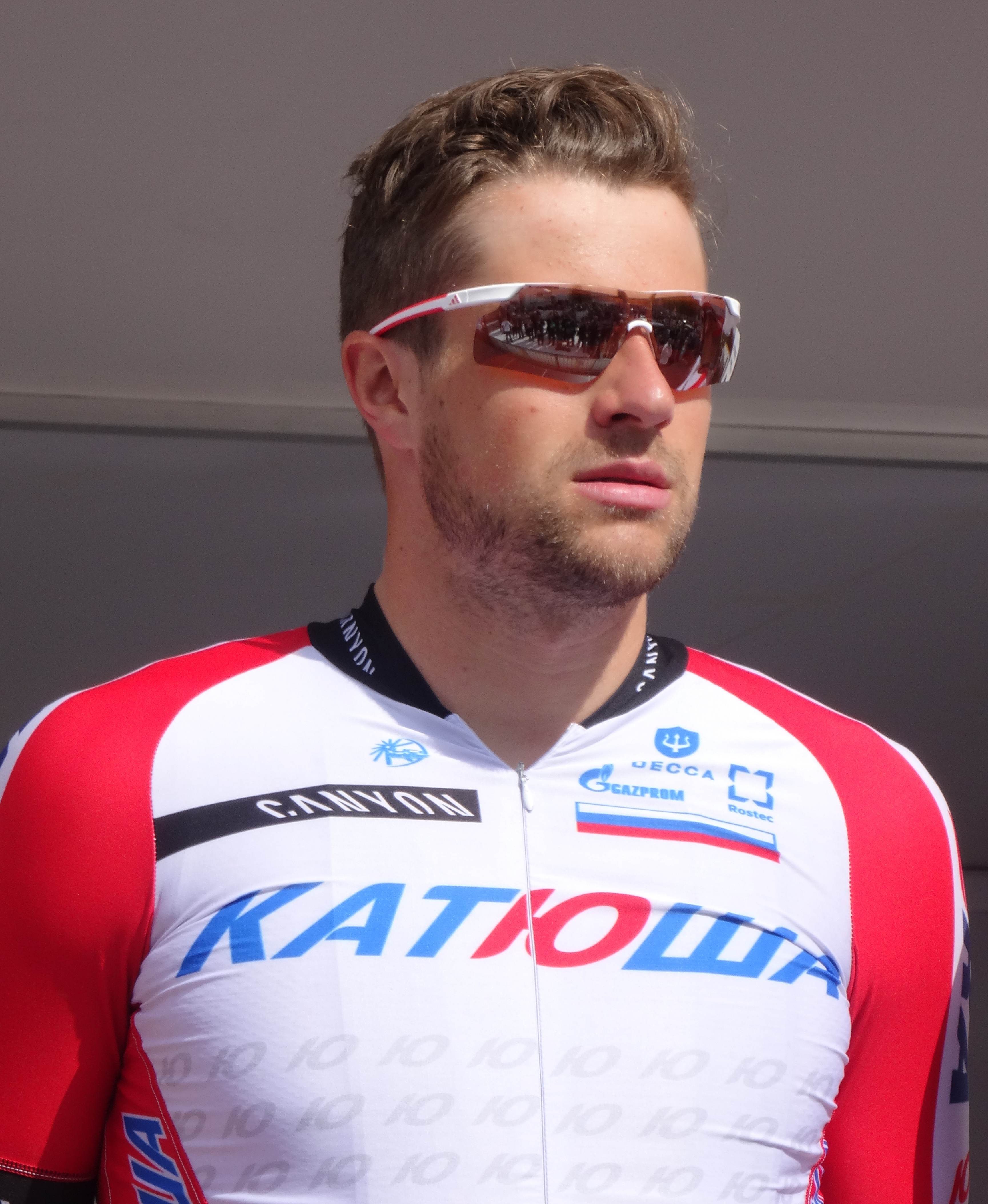
Marco Haller.
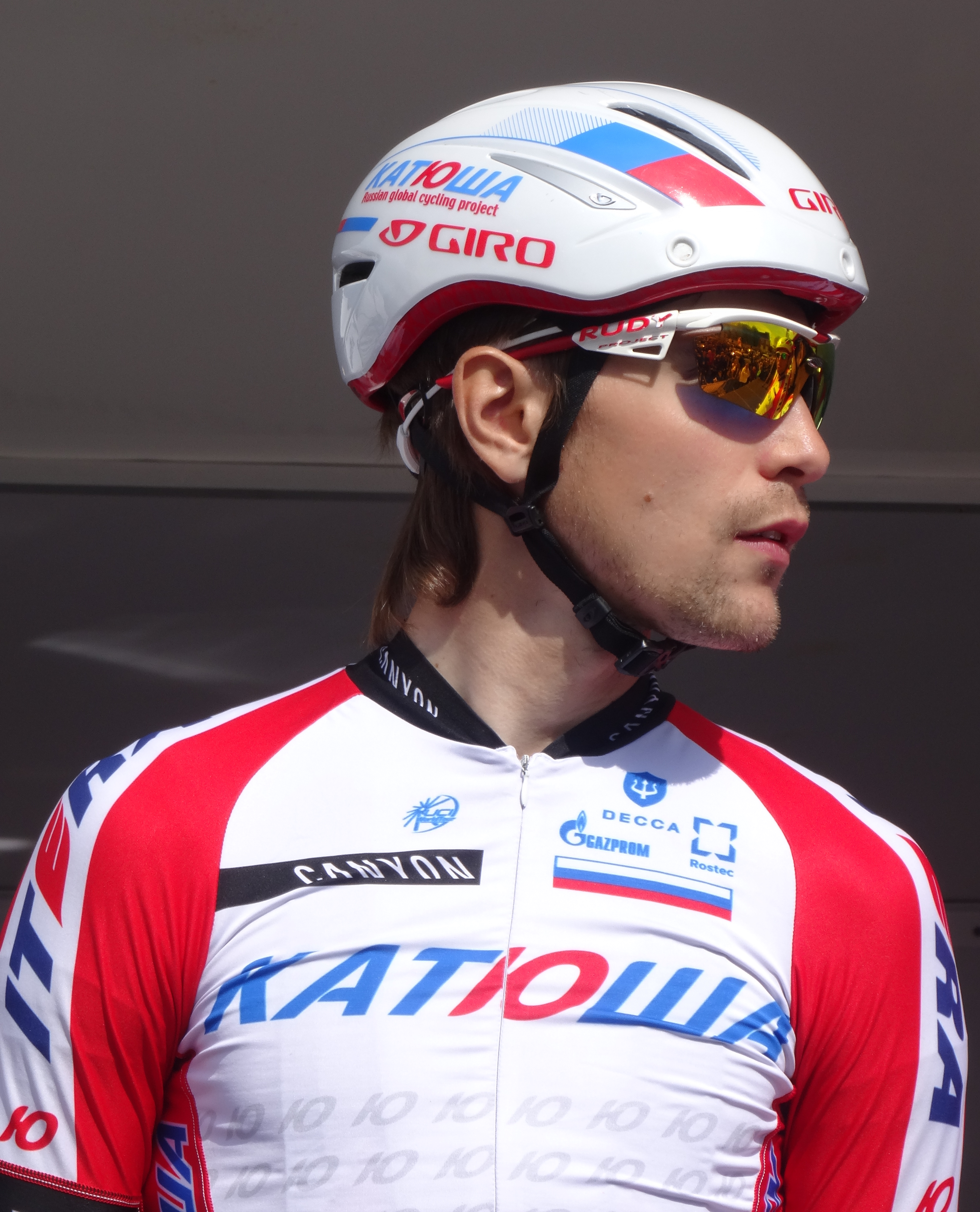
Petr Ignatenko.
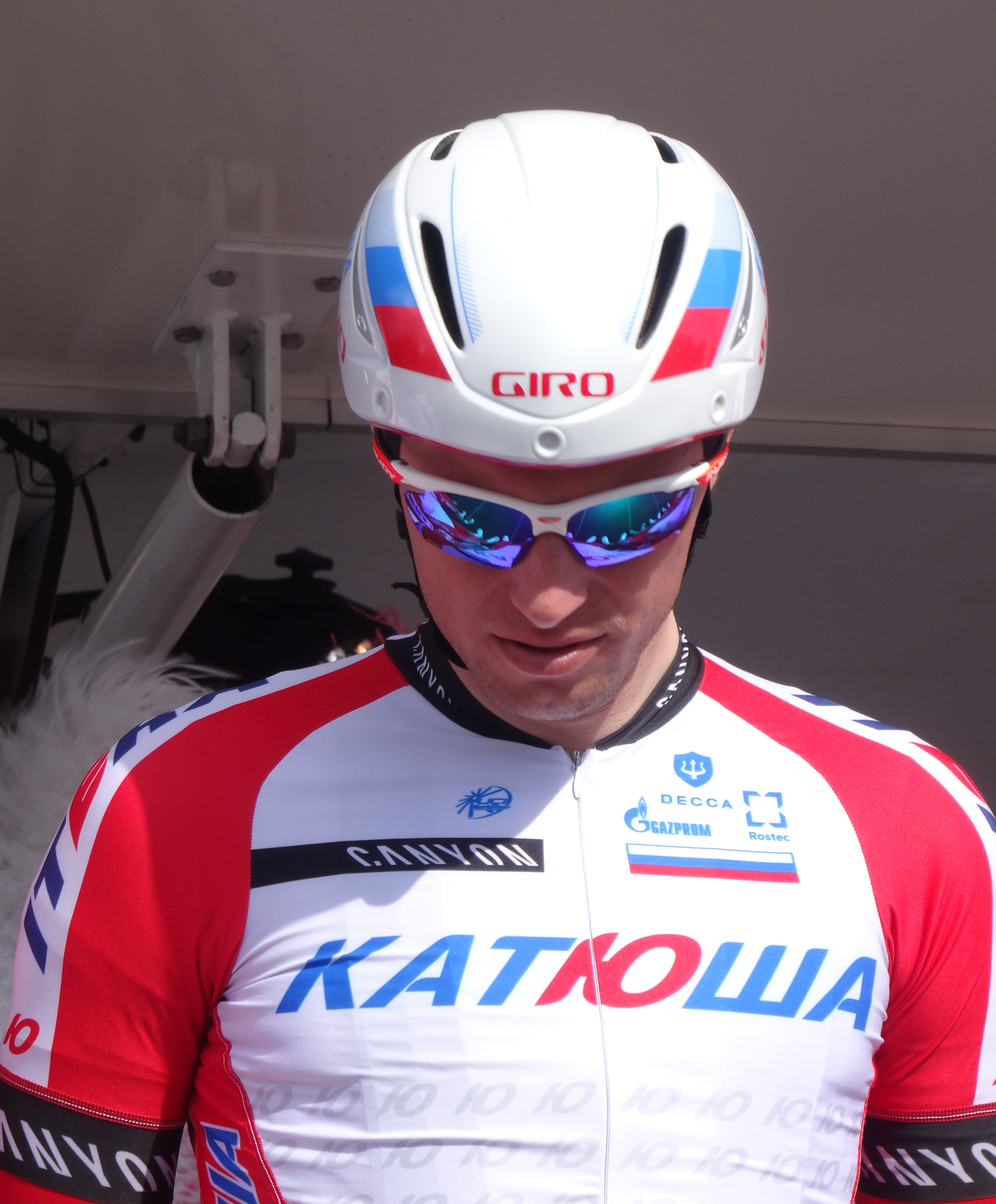
Mikhail Ignatiev.
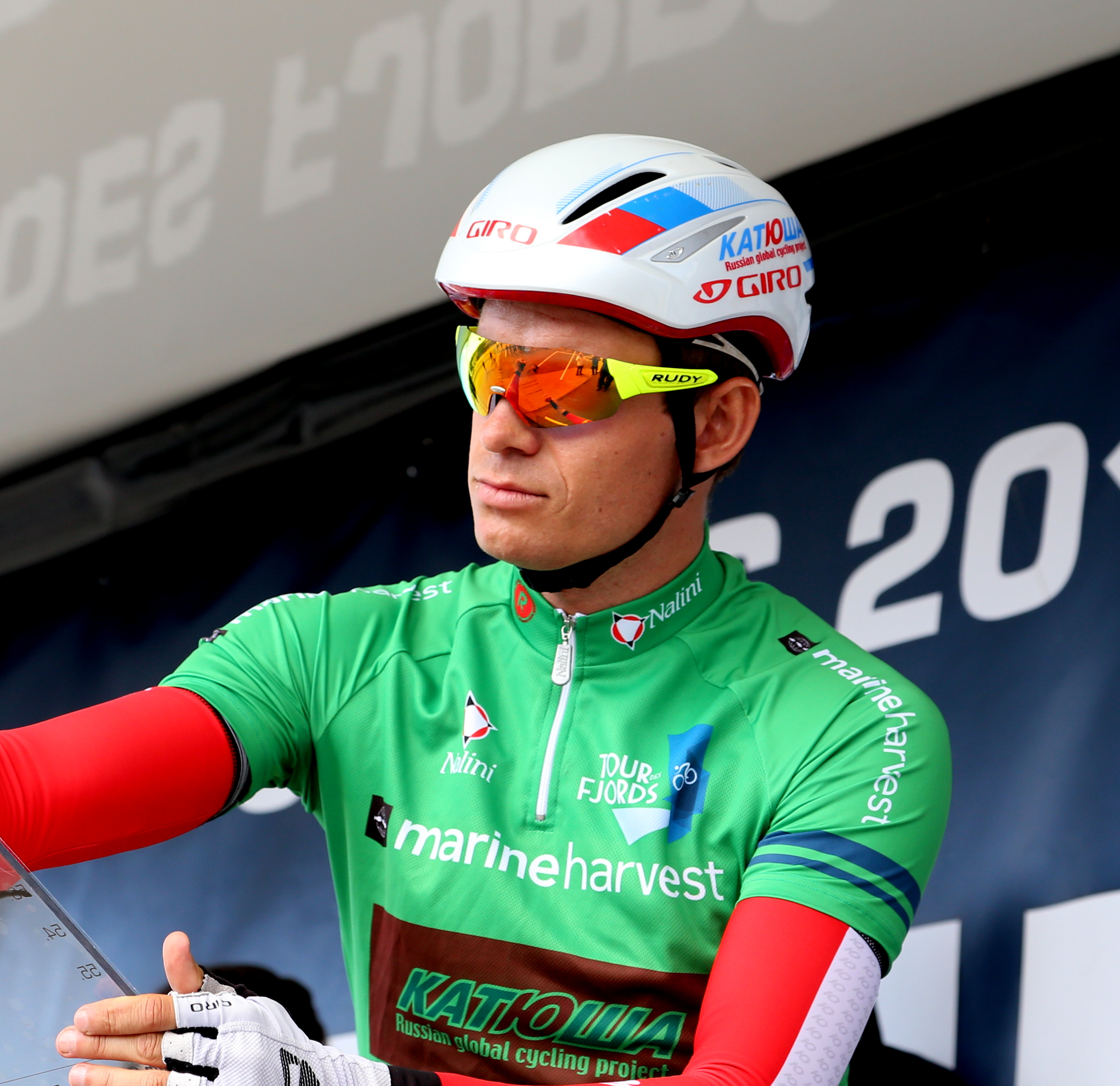
Alexander Kristoff.
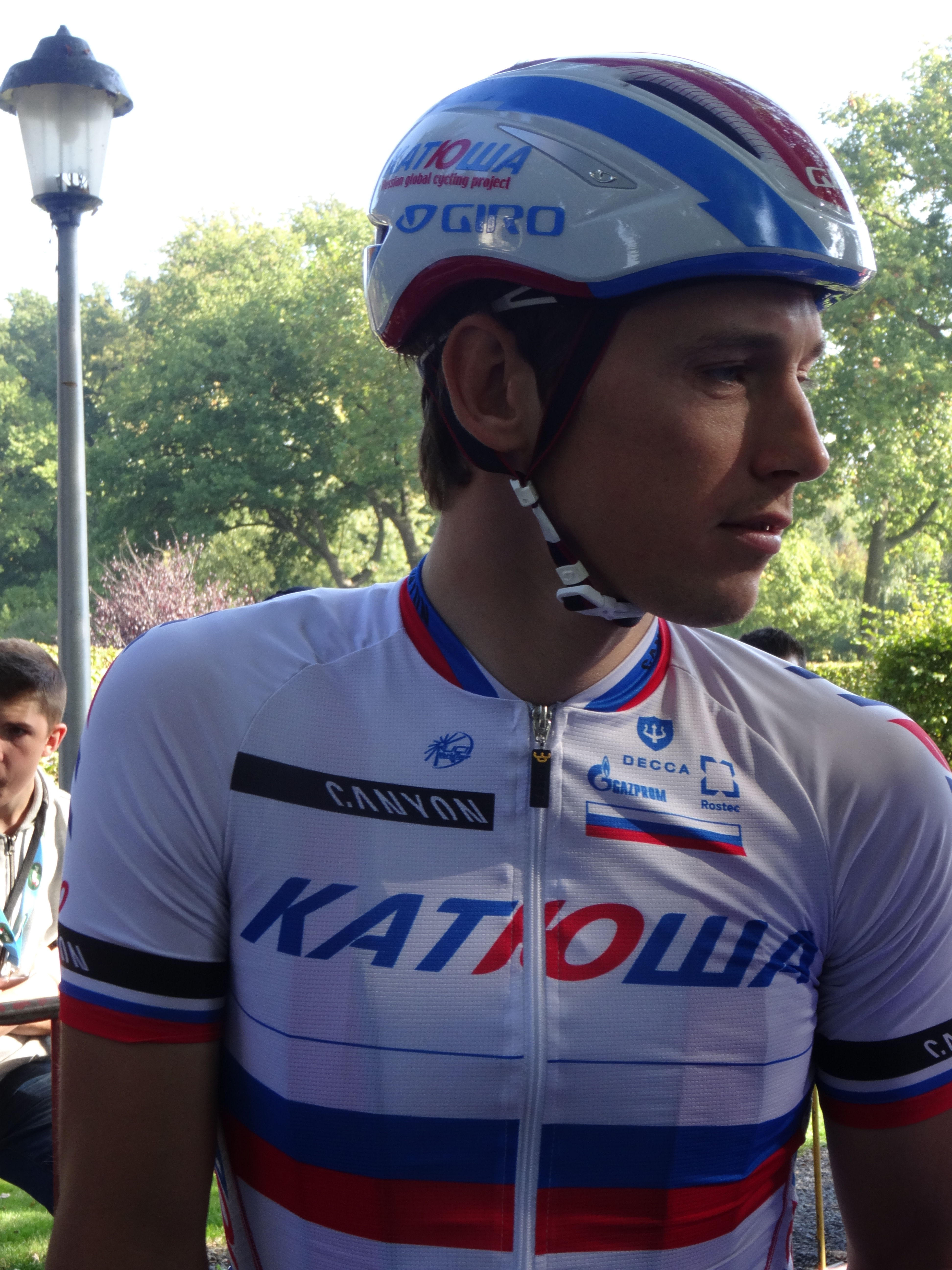
Alexander Porsev.
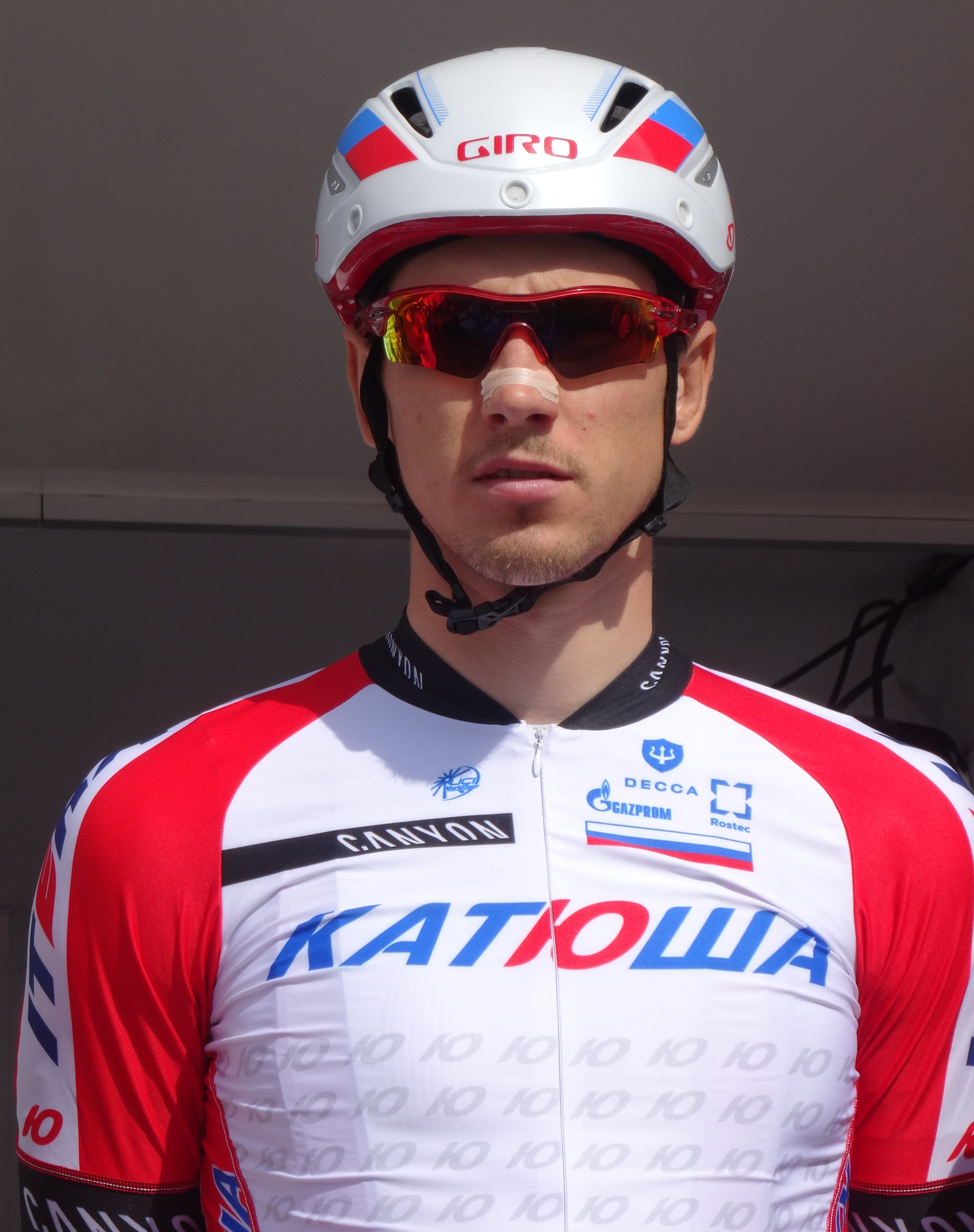
Alexander Rybakov.
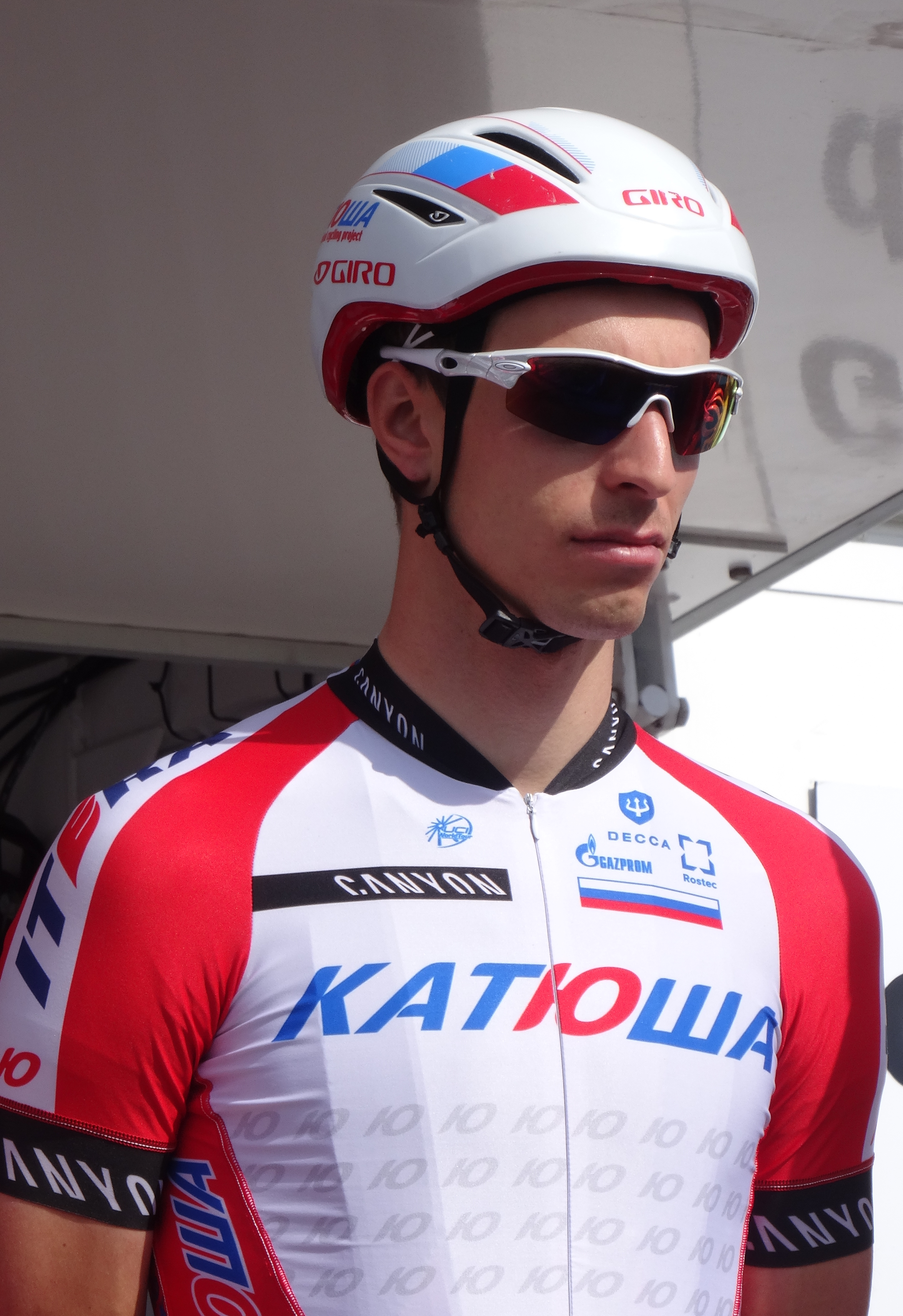
Rüdiger Selig.
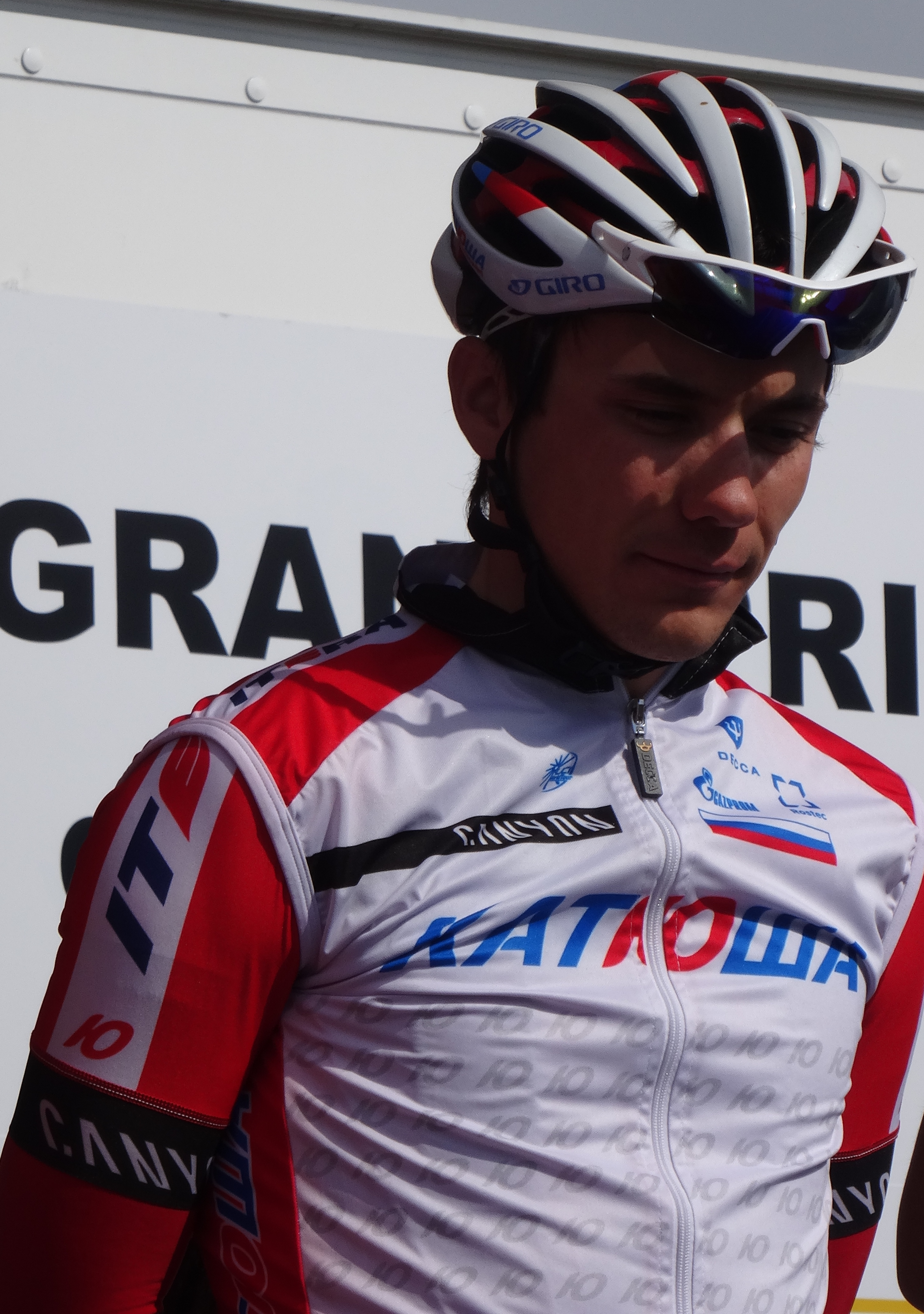
Alexey Tsatevitch.

### Encadrement
Viatcheslav Ekimov est le manager général de l'équipe Katusha depuis 2013. Les coureurs de Katusha sont encadrés par six directeurs sportifs. José Azevedo dirige cette équipe. Il remplace à ce poste Valerio Piva, qui rejoint l'équipe BMC Racing,. Les autres directeurs sportifs sont Claudio Cozzi, Dimitri Konyshev, Guennadi Mikhailov, Uwe Peschel, Torsten Schmidt et Xavier Florencio. Konyshev cumule sa fonction au sein de Katusha avec celle de sélectionneur de l'équipe nationale de Russie, depuis 2009.
Arrivé en 2012, Michael Rich est responsable de l'équipement des coureurs. L'entraîneur Sebastian Weber, arrivé en 2012, quitte Katusha pour l'équipe italienne Cannondale.

## Bilan de la saison

### Victoires
| Date       | Course                                      | Pays      | Classe | Vainqueur          |
| ---------- | ------------------------------------------- | --------- | ------ | ------------------ |
| 19/02/2014 | 2e étape du Tour d'Oman                     | Oman      | 2.HC   | Alexander Kristoff |
| 23/03/2014 | Milan-San Remo                              | Italie    | WT     | Alexander Kristoff |
| 26/03/2014 | 3e étape du Tour de Catalogne               | Espagne   | WT     | Joaquim Rodríguez  |
| 30/03/2014 | Classement général du Tour de Catalogne     | Espagne   | WT     | Joaquim Rodríguez  |
| 01/05/2014 | Grand Prix de Francfort                     | Allemagne | 1.HC   | Alexander Kristoff |
| 02/05/2014 | 3e étape du Tour de Romandie                | Suisse    | WT     | Simon Špilak       |
| 21/05/2014 | 1re étape du Tour de Norvège                | Norvège   | 2.HC   | Alexander Kristoff |
| 25/05/2014 | 5e étape du Tour de Norvège                 | Norvège   | 2.HC   | Alexander Kristoff |
| 29/05/2014 | 2e étape du Tour des Fjords                 | Norvège   | 2.1    | Alexander Kristoff |
| 31/05/2014 | 4e étape du Tour des Fjords                 | Norvège   | 2.1    | Alexander Kristoff |
| 01/06/2014 | 5e étape du Tour des Fjords                 | Norvège   | 2.1    | Alexander Kristoff |
| 01/06/2014 | Classement général du Tour des Fjords       | Norvège   | 2.1    | Alexander Kristoff |
| 11/06/2014 | 4e étape du Critérium du Dauphiné           | France    | WT     | Yury Trofimov      |
| 12/06/2014 | 5e étape du Critérium du Dauphiné           | France    | WT     | Simon Špilak       |
| 27/06/2014 | Championnat de Russie du contre-la-montre   | Russie    | CN     | Anton Vorobyev     |
| 27/06/2014 | Championnat de Lettonie du contre-la-montre | Lettonie  | CN     | Gatis Smukulis     |
| 29/06/2014 | Championnat de Russie sur route             | Russie    | CN     | Alexander Porsev   |
| 13/07/2014 | 8e étape du Tour d'Autriche                 | Autriche  | 2.HC   | Marco Haller       |
| 17/07/2014 | 12e étape du Tour de France                 | France    | WT     | Alexander Kristoff |
| 20/07/2014 | 15e étape du Tour de France                 | France    | WT     | Alexander Kristoff |
| 15/08/2014 | 2e étape de l'Arctic Race of Norway         | Norvège   | 2.1    | Alexander Kristoff |
| 16/08/2014 | 3e étape de l'Arctic Race of Norway         | Norvège   | 2.1    | Simon Špilak       |
| 17/08/2014 | 4e étape de l'Arctic Race of Norway         | Norvège   | 2.1    | Alexander Kristoff |
| 24/08/2014 | Vattenfall Cyclassics                       | Allemagne | WT     | Alexander Kristoff |
| 01/10/2014 | Milan-Turin                                 | Italie    | 1.HC   | Giampaolo Caruso   |

### Résultats sur les courses majeures
Les tableaux suivants représentent les résultats de l'équipe dans les principales courses du calendrier international (les cinq classiques majeures et les trois grands tours). Pour chaque épreuve est indiqué le meilleur coureur de l'équipe, son classement ainsi que les accessits glanés par Katusha sur les courses de trois semaines.

#### Classiques
| Classique            | Milan-San Remo           | Tour des Flandres       | Paris-Roubaix      | Liège-Bastogne-Liège  | Tour de Lombardie      |
| -------------------- | ------------------------ | ----------------------- | ------------------ | --------------------- | ---------------------- |
| Coureur (classement) | Alexander Kristoff (1er) | Alexander Kristoff (5e) | Luca Paolini (74e) | Giampaolo Caruso (4e) | Joaquim Rodríguez (8e) |

#### Grands tours
| Grand tour           | Tour d'Italie        | Tour de France                            | Tour d'Espagne         |
| -------------------- | -------------------- | ----------------------------------------- | ---------------------- |
| Coureur (classement) | Alberto Losada (36e) | Yury Trofimov (14e)                       | Joaquim Rodríguez (4e) |
| Accessits            | -                    | 2 victoires d'étapes (Alexander Kristoff) | Classement par équipes |

### Classement UCI
L'équipe Katusha termine à la sixième place du World Tour avec 938 points. Ce total est obtenu par l'addition des points des cinq meilleurs coureurs de l'équipe au classement individuel que sont Alexander Kristoff, 8e avec 321 points, Joaquim Rodríguez, 12e avec 286 points, Simon Špilak, 29e avec 173 points, Daniel Moreno, 63e avec 84 points, et Giampaolo Caruso, 70e avec 74 points,. Le championnat du monde du contre-la-montre par équipes terminé à la 13e place ne rapporte aucun point à l'équipe.
| Rang | Coureur            | Points |
| ---- | ------------------ | ------ |
| 8    | Alexander Kristoff | 321    |
| 12   | Joaquim Rodríguez  | 286    |
| 29   | Simon Špilak       | 173    |
| 63   | Daniel Moreno      | 84     |
| 70   | Giampaolo Caruso   | 74     |
| 85   | Sergey Chernetskiy | 51     |
| 86   | Yury Trofimov      | 51     |
| 124  | Alexey Tsatevitch  | 15     |
| 155  | Egor Silin         | 6      |
| 199  | Alexandr Kolobnev  | 2      |
| 203  | Pavel Brutt        | 2      |
| 229  | Marco Haller       | 1      |